# Brian Sandoval

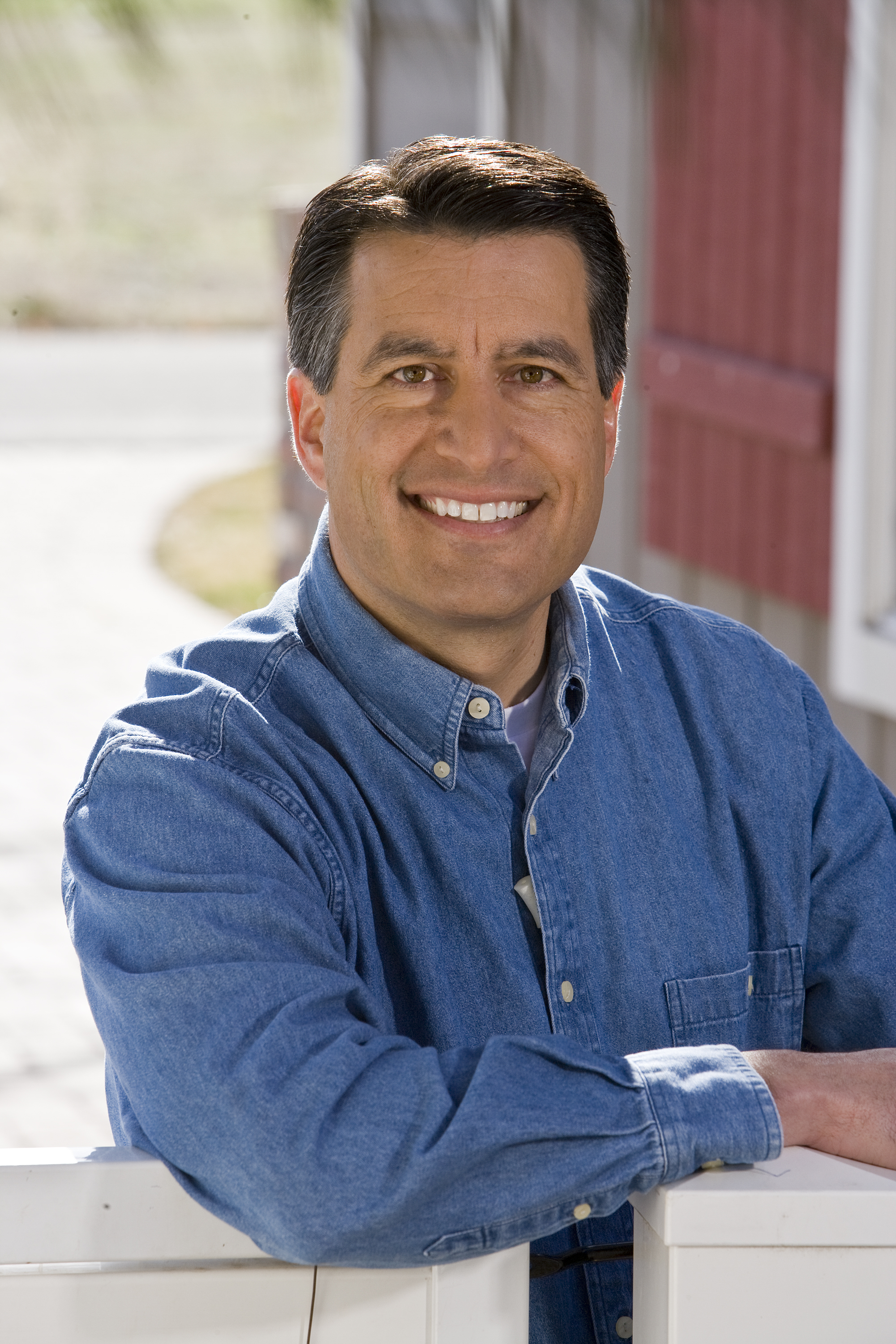
Brian Sandoval (2010)

Brian Edward Sandoval (* 5. August 1963 in Redding, Kalifornien) ist ein US-amerikanischer Jurist und Politiker (Republikanische Partei). Von 2011 bis 2019 bekleidete er als erster Latino das Amt des Gouverneurs des Bundesstaates Nevada.

## Leben
Nach seiner Schulzeit studierte Sandoval Rechtswissenschaften am Moritz College of Law der Ohio State University. An der University of Nevada studierte er zudem Englisch und Wirtschaftswissenschaften. Nach dem Ende seines Studiums war Sandoval in verschiedenen Kanzleien in Reno als Rechtsanwalt tätig. Von 1994 bis April 1998 war er als Abgeordneter in der Nevada Assembly vertreten. 1999 eröffnete er seine eigene Anwaltskanzlei. Zwischen Januar 2003 und Oktober 2005 übte er als Nachfolger von Frankie Sue Del Papa das Amt des Attorney General von Nevada aus; danach war Sandoval bis August 2009 Richter am Bundesbezirksgericht für den Distrikt von Nevada.
Bei den Gouverneurswahlen am 2. November 2010 setzte sich Sandoval gegen den Demokraten Rory Reid durch, den Sohn von US-Senator Harry Reid. Als Gouverneur von Nevada löste er im Januar 2011 Jim Gibbons ab. Im Jahr 2014 wurde er mit über 70 Prozent der Wählerstimmen wiedergewählt. Er gilt als moderater Republikaner. Bei den Wahlen 2018 konnte Sandoval aufgrund einer verfassungsrechtlichen Amtszeitbeschränkung nicht mehr kandidieren. Zu seinem Nachfolger wurde der Demokrat Steve Sisolak gewählt, der ihn am 7. Januar 2019 ablöste. 
Sandoval wohnt mit seiner Familie in Reno. Er ist verheiratet und hat drei Kinder.